# Le Bal des passants
Pour plus de détails, voir Fiche technique et Distribution.
Le Bal des passants est un film français réalisé en 1943 par Guillaume Radot et sorti en 1944.

## Synopsis
Fabienne se croit trompée par son mari Claude et divorce. Il part pour l'Amérique et ne revient que huit ans plus tard. Il fait alors la connaissance de sa fille.

## Fiche technique
- Réalisation : Guillaume Radot, assisté de Georges Péclet
- Scénario :  Armand Béraud
- Adaptation et dialogue : Francis Vincent-Bréchignac
- Décors : Marcel Magniez
- Costumes : Paul R. Larthe (pour Annie Ducaux)
- Musique : Maurice Thiriet[1]
- Son : André-Léonce Le Baut
- Production :  Jacques Panhaleux
- Société de production : Union Technique Cinématographique (U.T.C.)
- Pays de production :  France
- Format :  Noir et blanc - 1,37:1 - 35 mm - son mono
- Genre : Drame
- Durée : 90 minutes
- Date de sortie : 
  - France - 1 avril 1944[2]

## Distribution
- Annie Ducaux : Fabienne Ozanne
- Jacques Dumesnil : Claude Amadieu
- Léon Belières : Monsieur Ozanne
- Émile Drain : Docteur Baudouin
- Catherine Fonteney : Madame Ozanne
- Georges Péclet : Bernard
- Michèle Martin : Cécile Aubertin
- Bijou : Bijou[3]
- Paul Oettly : Le bonimenteur
- Gil Roland : Aubertin
- Madeleine Rousset : Diana Margis
- Henri Charrett : L'impressario
- Jo Dervo : Le souteneur
- Jean Gobet : Jean Lamire
- Émile Riandreys : Justin
- Jean Morel